# Oberurnen
Oberurnen est une localité et une ancienne commune suisse du canton de Glaris, située dans la commune de Glaris Nord.

## Géographie

Photo aérienne prise à 800 m par Walter Mittelholzer (1919)

Selon l'Office fédéral de la statistique, l'ancienne commune d'Oberurnen mesurait 12,8 km2 et était limitrophe de Mollis, Näfels et Niederurnen, ainsi que d'Innerthal et Schübelbach dans le canton de Schwytz.

## Démographie
Selon l'Office fédéral de la statistique, Oberurnen compte 1 963 habitants fin 2022. Sa densité de population atteint 153 hab./km2.
Le graphique suivant résume l'évolution de la population d'Oberurnen entre 1850 et 2008 :